# Buddy Murphy
Matthew Adams (* 26. September 1988 in Melbourne, Australien) ist ein australischer Wrestler, welcher derzeit unter dem Namen Buddy Matthews bei All Elite Wrestling unter Vertrag steht. Seine bisher größten Erfolge waren der Gewinn der NXT Tag Team Championship, der WWE Cruiserweight Championship sowie der WWE Raw Tag Team Championship. Er ist der erste Australier, der Wrestling-Titel der WWE gewinnen konnte.

## Frühe Karriere
In den ersten Jahren seiner Karriere war Adams für Wrestlingligen in seinem Heimatland aktiv. In Australien war er unter dem Ringnamen Matt Silva bekannt. Seinen ersten Wrestlingtitel gewann er am 23. Oktober 2010 bei Ballarat Pro Wrestling, als er die BPW Australian Championship gewann. Während seiner sechsjährigen Wrestlinglaufbahn in Australien gewann er auch die MCW Heavyweight Championship bei Melbourne City Wrestling und die PCW State Championship bei Professional Championship Wrestling.

## WWE

### NXT (2013–2018)
Am 17. März 2013 unterzeichnete Adams einen Vertrag bei World Wrestling Entertainment und wechselte in die USA. Dort wurde er ein Teil von NXT, der Aufbauliga der WWE, und bekam den neuen Ringnamen Buddy Murphy. Im August 2014 bildete er mit Wesley Blake ein Tag Team.
Bei den NXT-Aufzeichnungen am 15. Januar 2015 gewannen er und Wesley Blake von den Lucha Dragons (Kalisto und Sin Cara) die NXT Tag Team Championship. Die Sendung wurde 13 Tage später im TV ausgestrahlt. Ihre Ringnamen wurden in diesem Zusammenhang auf Blake und Murphy verkürzt, die Vornamen entfielen somit.
Am 20. Mai 2015, bei NXT Takeover: Unstoppable, schloss sich Alexa Bliss den beiden an und fungierte fortan als deren Valet. Am 22. August 2015, bei NXT TakeOver: Brooklyn, verloren Blake und Murphy ihre Tag Team-Titel an die Vaudevillains (Aiden English und Simon Gotch). In der NXT-Ausgabe vom 18. Mai 2016 trennte sich Alexa Bliss wieder von dem Team. Nach mehreren Niederlagen trennte sich auch das eigentliche Tag Team, so dass Blake und Murphy wieder als Einzelwrestler antraten. Nach einiger Zeit bekamen beide ihre alten Ringnamen zurück, Adams trat somit wieder als Buddy Murphy an.

### WWE 205 Live (2018–2019)
Am 13. Februar 2018 debütierte Buddy Murphy bei WWE 205 Live und wurde damit Teil der Cruiserweight-Division der WWE. Am 6. Oktober 2018 fand in seiner Heimatstadt Melbourne der PPV WWE Super ShowDown statt. Dort konnte er zum ersten Mal die WWE Cruiserweight Championship gewinnen. Diese konnte er mehrere Monate lang erfolgreich verteidigen, bis er am 7. April 2019 bei Wrestlemania 35 gegen Tony Nese verlor und somit den Titel abgeben musste.

#### SmackDown (2019)
Im Rahmen des Superstar Shake-Ups 2019 wechselte Murphy am 16. April 2019 von 205 Live zu SmackDown Live.

#### Raw (2019–2020)
Im Rahmen des WWE Drafts wechselte Murphy am 14. Oktober 2019 von SmackDown zu Raw. Nach einer längeren Fehde mit Aleister Black, welche er eindeutig verlor, schloss er sich der Gruppierung um Seth Rollins an, der als Monday Night Messiah auftrat und schon die Authors of Pain um sich versammelt hatte. Dies führte in Folge dazu, dass Murphy und Rollins am 20. Januar 2020 die WWE Raw Tag Team Championship von The Viking Raiders gewannen. Ab dem 7. Februar 2020 wurde sein Ringname wieder zu Murphy verkürzt. Nach 42 Tagen Regentschaft als Tag Team Champions verloren er und Rollins die Titel am 2. März 2020 an The Street Profits.

#### Rückkehr zu SmackDown (2020–2021)
Am 9. Oktober wechselte er aufgrund des Drafts zu SmackDown. Hier fuhr er seine Fehde gegen die Familie Mysterio fort. Am 2. Juni 2021 wurde er von der WWE entlassen.

## All Elite Wrestling (seit 2022)
Adams debütierte bei der Dynamite-Ausgabe vom 23. Februar 2022 bei All Elite Wrestling. Er wurde Teil des Stables House of Black, unter der Führung von Malakai Black. Am 5. März 2023 gewannen House of Black bei Revolution die AEW World Trios Championship.

## Sonstiges
Adams war ab Januar 2017 mit seiner Wrestlingkollegin Alexa Bliss verlobt. Im September 2018 beendeten sie jedoch ihre Beziehung und lösten die Verlobung auf. Seit dem 23. Juni 2024 ist er mit der WWE Wrestlerin Rhea Ripley verheiratet.
Er ist in den Videospielen WWE 2K16, WWE 2K17 und WWE 2K20 als Wrestler enthalten.

## Wrestlingerfolge
All Elite Wrestling

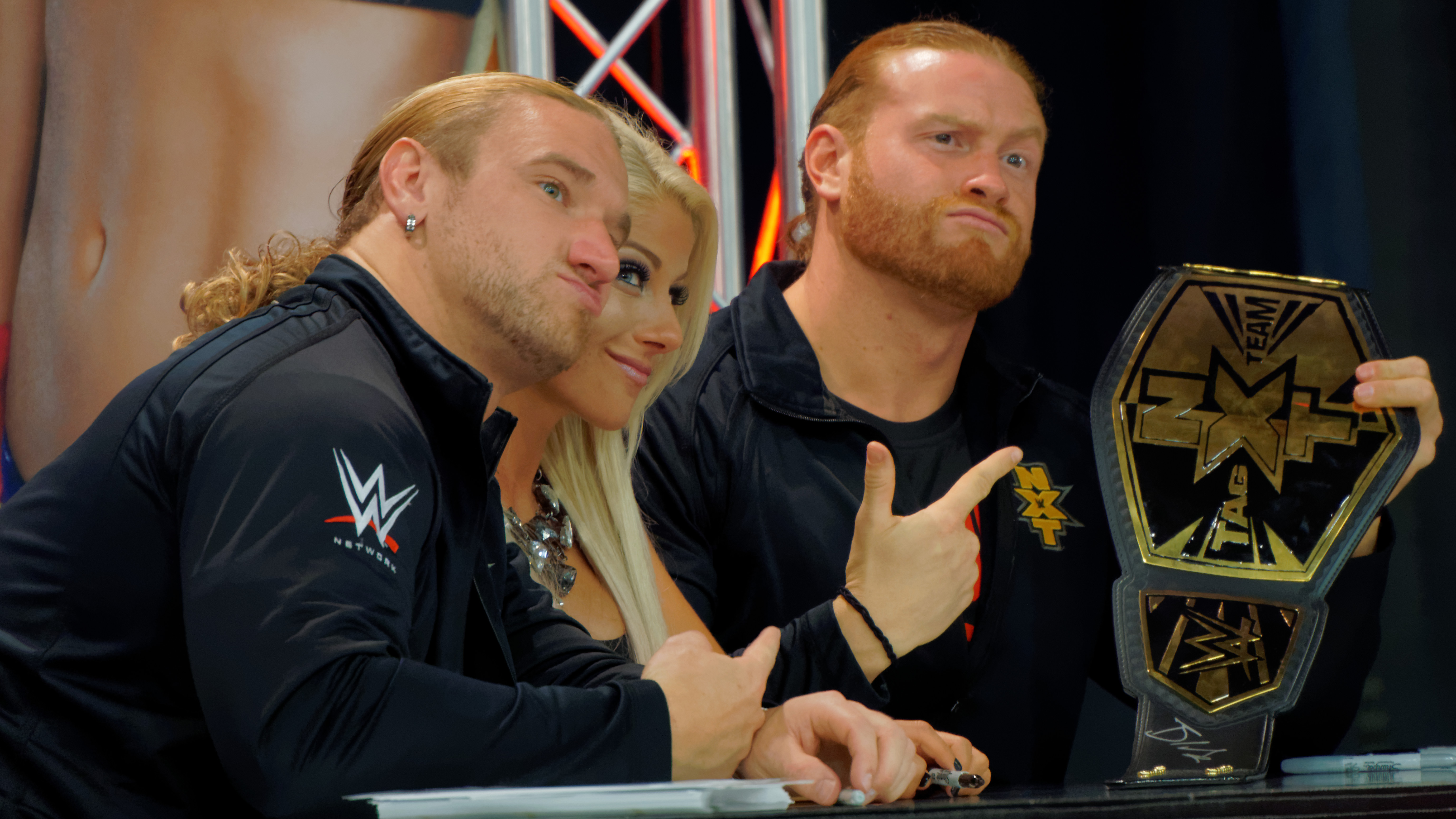
Buddy Murphy mit der NXT Tag Team Championship (r.) und Alexa Bliss (m.) und Wesley Blake (l.)

- 1× AEW World Trios Championship (als House of Black, mit Malakai Black und Brody King)

World Wrestling Entertainment
- 1× WWE Cruiserweight Championship
- 1× NXT Tag Team Championship (mit Blake)
- 1× WWE Raw Tag Team Championship (mit Seth Rollins)

Ballarat Pro Wrestling
- 1× BPW Australian Championship (als Matt Silva)

Melbourne City Wrestling
- 1× MCW Heavyweight Championship (als Matt Silva)